# Emiliano Zapata, San Rafael
Emiliano Zapata är en ort i Mexiko.   Den ligger i kommunen San Rafael och delstaten Veracruz, i den sydöstra delen av landet, 240 km öster om huvudstaden Mexico City. Emiliano Zapata ligger 35 meter över havet och antalet invånare är 701.
Terrängen runt Emiliano Zapata är platt. Runt Emiliano Zapata är det ganska tätbefolkat, med 230 invånare per kvadratkilometer. Närmaste större samhälle är Vega de San Marcos, 6,1 km söder om Emiliano Zapata. Omgivningarna runt Emiliano Zapata är en mosaik av jordbruksmark och naturlig växtlighet.